# الماسح مستقيم الخطوط

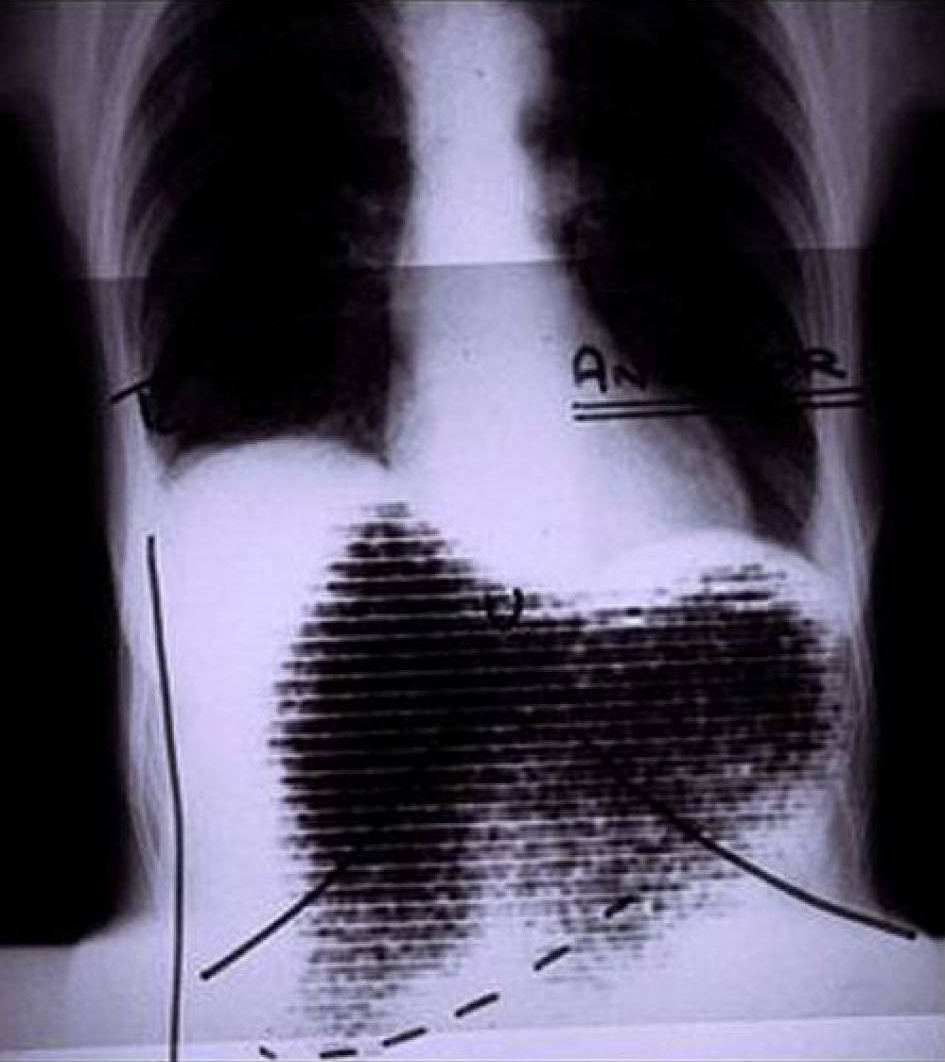

الماسح مستقيم الخطوط (rectilinear scanner) هو عبارة عن جهاز طبي تم استخدامه مرة واحدة في الطب النووي (nuclear medicine).

## معلومات تاريخية
قبل اختراع بينديكت كازين (Benedict Cassen) للماسح المستقيم الخطوط عام 1950، اعتاد رواد الطب النووي على تحريك عدادات غايغر (Geiger counter) غير الحساسة الخاصة بهم على أجزاء مختلفة من الجسم، مما نتج عنه تحديد غير متقن إلى حد ما لتوزيع النشاط الإشعاعي.

## المكونات
يتكون الماسح من :
1. ومّاض (scintillator) يكتشف أشعة غاما (γ radiation) المنبعثة من دواء مُشِع موجود على العضو محل الأشعة. ويتكون جهاز الكشف من بلورة يوديد الصوديوم (NaI) المشوبة بالثاليوم (Tl) (قطرها 12.7 سم وسمكها 5 سم) وصِمام تضخيم ضوئي (photomultiplier). ويتم توصيله آليًا بلمبة إضاءة.
2. دائرة كهربائية بين جهاز الكشف ولمبة الإضاءة.
3. فيلم.

## آلية العمل
تتحرك بلورة يوديد الصوديوم المشوبة بالثاليوم والخاصة بجهاز الكشف في نمط خط مسح على الجزء محل الأشعة الخاص بالمريض، مما يعمل على ظهور معدل عد ثابت.
وعلى الفور يتحرك مصدر الضوء على الفيلم الفوتوغرافي. حيث تزداد كثافة الضوء الذي تم إنتاجه مع الزيادة في النشاط، مما يعمل على وجود مناطق مظلمة في الفيلم.
ويمكن تعديل الجهاز إلكترونيًا لتعزيز اختلافات معدل العد في المناطق محل إجراء الأشعة الطبية.
ويتم تسجيل البيانات التي تم الحصول عليها خلال المسح على شريط مغناطيسي أو قُرص ليتم تحليها فيما بعد من خلال الحاسوب للحصول على صورة كَميّة.
ويتم تعديل أبعاد مناطق المسح ومسافة خطوط المسح ومعدل حركة رأس المسح وفقًا لحجم العضو ومقدار النشاط الإشعاعي.
حيث يُمكن للماسح المستقيم الخطوط القيام بعمل مسح لجميع أجزاء الجسم. بعدها يتم تصغير حجم الصورة لتوافق الحجم القياسي للفيلم والذي يبلغ 36 سم × 43 سم.
ونظرًا لاستخدام الماسح لمِيْزَاء (collimator) مُركّز، يقوم بقياس توزيع الأشعة الذي يتراوح من 7.5 - وحتى 12.5 سم من نهاية المِيْزَاء. ولهذا يكون من الضروري في كثير من الأحيان عمل مسح على كلا جانبي المريض. جدير بالذكر أن بعض أجهزة المسح بها جهازا كشف كل منهما يواجه الآخر لإجراء مسح فوري.
أنواع أخرى من صور الأشعة
يمكن أخذ الصور أيضًا
1. على جهاز أوسيلسكوب (oscilloscope).
2. من خلال علامات مُسجلّة على ورق. من خلال كثافة أو لون العلامات التي تشير إلى شِدّة النشاط في المناطق المقابلة من جسم المريض.

## العيوب
1. استغراق وقت طويل : تستمر عملية المسح لما يزيد على 30 دقيقة، وحتى بعد تقليل الوقت من خلال استخدام جهازي كشف أو أكثر لا تزال عملية المسح تستغرق وقتًا طويلاً.
2. الخداعات الحركية (Motion artifacts) : قد يبقى المريض دون حركة، بيد أنه لا يستطيع أن يكتم أنفاسه لفترة تزيد على 60 ثانية، لذا نجد أن عمليات المسح التي تُجرى على الكبد مثلاً يكون بها خداعات حركية نظرًا لتحرك الكبد للأعلى وللأسفل لمسافة تبلغ 2 سم خلال التنفس العادي.

ونظرًا لوجود هذه العيوب، يُعد اكتشاف هال آنغرز (Hal Angers) لكاميرا أشعة جاما عام 1956 أمرًا خارقًا.